# 乗福寺 (山口市)
乗福寺（じょうふくじ）は、山口県山口市大内御堀四丁目にある臨済宗南禅寺派の寺院である。山号は南明山。大内氏の菩提寺。

## 沿革
- 1312年正和元年に建立される。
- 1320年（元応2年）、大内重弘の死後、本寺に葬り菩提寺となる。
- 大内氏滅亡と共に衰退する（年代不詳）。
- 塔頭の正寿院を転じて本寺とする（年代不詳）[1]。